# Cyclea sutchuenensis
Cyclea sutchuenensis är en tvåhjärtbladig växtart som beskrevs av François Gagnepain. Cyclea sutchuenensis ingår i släktet Cyclea och familjen Menispermaceae. Inga underarter finns listade i Catalogue of Life.